# Die Gefährten (Seghers)

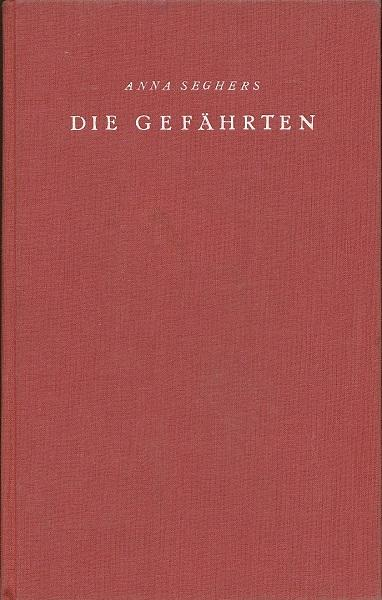
Einband der Erstausgabe bei Kiepenheuer 1932. Ein Teil der Auflage wurde an die Abonnenten der Universum-Bücherei für Alle abgegeben.

Die Gefährten ist ein internationalistischer Roman von Anna Seghers aus dem Jahr 1932. Dieser erste Roman der Autorin erschien in Berlin vier Monate vor Hitlers Machtergreifung.
Brandes schreibt: „Die Gefährten ist heute eins der wichtigsten Dokumente der sozialistischen Prosa in den zwanziger Jahren“ [des 20. Jahrhunderts]. Anna Seghers stellt vordergründig „moralisch-idealistische Haltungen“ vor. Mit Gefährten sind Mitkämpfer aus den kommunistischen Reihen in den Jahren 1919 bis 1929 gemeint. Die handelnden Kommunisten sind nicht Mitglied einer Parteileitung. Sie werden immer von dieser aus dem Hintergrund heraus gesteuert. Mit einer einzigen Ausnahme – der des abtrünnigen bürgerlichen Skeptizisten Steiner, nach dem realen Vorbild Karl Mannheims – sind diese Kommunisten stets linientreu. Der Kampf für ihr Ideal rangiert eindeutig vor der Sorge um das Überleben von Frau und Kind. Verräter kommen kaum vor. Der Kommunist schweigt bei Anna Seghers auch unter abscheulicher Folter und stirbt für die Sache.

## Form
In zwei Teilen sind elf Kapitel fortgeschrieben. Die Figuren kommen aus Ungarn, Polen, Italien, Bulgarien und China. Außer in diese Länder führt die Handlung nach Österreich, Frankreich, England, Belgien, Deutschland und nach Russland. Für das Hantieren mit den weitgehend ziemlich unabhängig voneinander existierenden fünf Figurenkonstellationen habe sich Anna Seghers die collageartige Simultantechnik des Nordamerikaners Dos Passos zum Vorbild genommen. Danach werden mehrere Handlungen auf verschiedenen Handlungsorten „durch Thema und Leitmotiv verbunden“. Allerdings wird das oben angesprochene Diktum der weitgehenden unabhängigen Figurengruppenexistenz von mindestens einem Protagonisten durchbrochen. Der junge, ungebundene Internationalist Pali wechselt zwischen den Nationen (siehe unten: Ungarn, Italien, Frankreich, Belgien) und konstituiert somit vom Leser erwartete Relationen.
Wenn von der Partei die Rede ist, dann ist die Kommunistische Partei gemeint. Das geht aus dem Vokabular hervor. Da redet Tien Shi-li von den Sowjets, also den Räten. Ein anderer Chinese spricht von einer „roten Formation“. Oder Anna Seghers lässt die Bulgaren vom „Komitee der Kommunisten“ erzählen und man kämpft außerhalb der Sowjetunion in der Illegalität.
Einmal lässt Anna Seghers auch die andere Seite zu Wort kommen. Der Gefängnisarzt Dr. Cink, der in Polen die Zwangsernährung Gefangener vorbereiten muss, denkt: „Warum tue ich das?“ Sparsam spielt Anna Seghers mit der Emotion. Als Janek (polnische Episode, siehe unten) von der Gattin im Zuchthaus Posen aufgesucht wird, stößt das gemeinsame Kleinstkind einen „hellen, zitternden Freudenschrei“ aus „wie von einem Wasservogel“.
Die strenge Sprache, geschult an Kafkas „schnörkellosem Deutsch“, erfordert einen konzentrierten Leser. Vereinzelt schimmert in dem Romanerstling so etwas wie unfreiwilliger Humor durch: „In dem zarten mageren Gesicht des Kindes war die untere Hälfte lachend und die obere traurig.“

## Inhalt
1919
Vom Juli zum August 1919: Die Rumänen besetzen Budapest. Aus ist es mit dem kommunistischen Räte-Ungarn. Das dritte Regiment, sich rekrutierend aus Budapester Metallarbeitern, hat an der Wolga den Bürgerkrieg mitgemacht. Nun löst es sich nahe bei Budapest auf. Der Kommandeur Faludi jagt den jungen Offizier Peter Böhm davon. Jeder ehemalige Rotarmist muss sich auf eigene Faust durchschlagen. Man vertauscht die Uniform mit dem Bauernkittel. Böhm schafft es bis nach Budapest. Den Hochschullehrern Dr. Bató und Dr. Steiner gelingt die Flucht per Schiff nach Wien.  Der junge Arbeiter Pali wird in Bologna in der Familie des Arbeiters Bordoni aufgenommen. Bordoni arbeitet in einer Armaturenfabrik. Signora Katarina Bordoni, ihre Eltern sind Handwerker in Bordesiglio, kann die Abneigung gegen den narbenbedeckten, zerlumpten Flüchtling Pali nicht verbergen.
1924 bis 1929
Berlin
Bató ist mit Frau und Kind nach Berlin gegangen und hat einen kleinen Job als Zeitungsredakteur ergattert. Im Sommer 1926 klebt er im Auftrag der Parteizelle 15/16 am Schlesischen Tor Plakate, verteilt Flugblätter und sucht Versammlungen auf. Er will nach Russland. Böhm und Faludi stoßen zu ihm. Im März 1928 wird im Westen Berlins der Jahrestag der „ungarischen Revolution“ unter Landsleuten gefeiert.
Frankreich, Belgien
Pali hat in Enzères bei Paris Arbeit gefunden. Dort trifft er den jungen Arbeiter Józsi, einen Freund aus seinem ehemaligen Regiment. Józsi ist ebenfalls die Flucht aus Ungarn geglückt. Auch er wurde – wie der Freund – in Ungarn schwer misshandelt. Er wurde kopfüber aufgehängt. Mit seinem Kopf wurde Fußball gespielt.
In Paris auf der Suche nach Arbeit trifft Pali seinen Freund Bordoni wieder. Der italienische Arbeiter musste 1922 die Heimat verlassen. Die Abneigung der Frau Bordoni gegen den ungarischen Eindringling in die kleine italienische Flüchtlingsfamilie ist geblieben. Arbeitslos lungert Pali herum, beteiligt sich an Demonstrationen und bekommt den Polizeiknüppel zu spüren. Es sieht so aus, als ob sich ein Verhältnis Palis mit Giulia Bordoni, einer kichernden Jugendlichen, anbahnt.
Der Abneigung der Katarina Bordoni gegen Nichtstuer erstreckt sich auch auf den eigenen Ehemann. Er hat sie schon wieder geschwängert. Alle hasst die Schwangere, sogar die leiblichen Kinder. Nach der Teilnahme Bordonis an der nächsten Demonstration schieben die Franzosen die gesamte Familie nach Brüssel ab. Als Bordoni von Belgien aus nach Russland will, sagt Katarina: „Fahr doch“ Eine Bedingung stellt die Frau. Er muss schreiben.
Als Bordoni endlich fort ist, geht Katarina aus der Reserve. Auf einmal wird ihr der bis nach Brüssel nachgereiste Pali sympathisch. Indem Katarina schließlich ihre Voreingenommenheit gegen den Gatten und anschließend gegen Pali überraschend aufgibt, sieht sie ein, Kampf ist erforderlich. Giulia und Pali werden vermutlich ein Paar. Dem minderjährigen Mädchen beginnt die Brust zu wachsen. Es möchte Pali lieber heute als morgen besitzen. Bordoni schreibt pflichtgemäß aus Russland. Er, der die Arbeit anscheinend nicht erfunden hat, muss dort – drei Tage von Moskau entfernt – in einem Armaturenwerk schuften.
Polen
Janek, in der Abteilung Appretur einer Färberei in Bialystok als Färber tätig gewesen, hat vier Jahre gesessen. Er war im August 1920, als die Russen sich aus Polen zurückzogen, mit Flugblättern verhaftet worden. Nach dem großen Textilarbeiterstreik in Lodz wird Janek zu weiteren fünf Jahren Gefängnis verurteilt. Regelmäßig wird er von seiner jungen Frau Anka besucht. Anka bettet Partei- in Familiennachrichten ein. Janek gibt erstere an lauschende Mithäftlinge weiter.
Janek wird Vater. Auch die Dombrowski, Frau eines Mithäftlings, wird Mutter. Als Anka das nächste Mal Besuchserlaubnis erhält, muss sie vom Tod des Kindes berichten.Nach dem Piłsudski-Umsturz im Mai 1926 gibt es viel Aufregung unter den Gefangenen.
Anka darf Janek zum nächsten Besuchstag nicht sehen. Er, Dombrowski und andere kämpfen mittels Hungerstreik um Zusammenlegung in eine Zelle. Die Zwangsernährung, eine harte Röhre wird mit Gewalt in den Schlund gestoßen, bleibt nicht ohne Folgen. Dombrowski stirbt, nachdem jene Sonde seine Speiseröhre eingerissen hat und Glassplitter ins Halsinnere gedrungen sind. Janek muss an Dombrowskis unglaublich harte Frau denken, wie sie sich bei dem letzten Gefängnisbesuch von ihrem Mann verabschiedet hatte: „Es geht auch ohne dich.“ Zur Strafe für das Hungern wird Janek in das Zuchthaus Posen verlegt und darf keinen Besuch empfangen. Als er herauskommt, ist Anka verhaftet. Er kennt ihr Gefängnis nicht. Janek reist nach Moskau. Dort im polnischen Klub forscht er so lange nach Anka, bis er sie findet.
Aus Russland heimgekehrt, wird Janek im Zusammenhang mit den Wahlen wiederum verhaftet. Diesmal hat er acht Jahre bekommen. Anka bringt ihr zweites Kind zur Welt und besucht Janek im Zuchthaus Posen.
Die Dombrowski ist bei der nächsten Demonstration eine der beiden Trägerinnen des Transparents an der Spitze des Zuges. Auch nach dem Tode ihres Mannes trägt sie den Politischen noch Essen ins Gefängnis.
Bulgarien
In Revesch, einem Waldbauerndorf in der Prutka, unterhalten sich Dimoff, Arbeiter in einem Sägewerk und der Bauer Stojanoff über einen gewissen Dudoff. Letzterer, ebenfalls Arbeiter in einem Sägewerk, war nach dem bulgarischen Staatsstreich 1923 eingesperrt worden, geflohen, wieder gefasst und von seinen Schergen an den Füßen verstümmelt worden. Die Mithäftlinge können im Zentralgefängnis von Sofia den auch im Gesicht Verstümmelten kaum erkennen.
Stojanoff, im Krieg gewesen, weiß, die Dörfer werden nach Roten durchkämmt. Seinem Sohn Andreas hat er eingeschärft, den Vater zu verleugnen, wenn an die Tür geklopft wird. Stojanoff hat gehört, Dudoff soll nach Russland gegangen sein.
Dimoff, auf der Flucht, schlüpft in Stojanoffs Hütte unter. Noch vor dem Morgengrauen zeigt Andreas dem Flüchtling den Weg. Die Verfolger foltern Stojanoff in seiner Behausung zu Tode. Aus Frau Stojanoff bekommen die Folterknechte nichts heraus. Als Andreas heimkommt, verleugnet er den Vater.
Dudoff ist nicht in Russland, sondern sitzt im Gefängnis. Er flieht, kommt durch und erreicht Paris. Verbittert muss er konstatieren, nach Russland wird er nicht geschickt werden. Die jahrelange Haft ist ihm gesundheitlich schlecht bekommen. Schließlich erreicht er doch noch erschöpft Moskau. Dudoff begreift nicht, warum ihn die Kampfkraft verlassen hat. Er wird auf der Krim gepflegt, kehrt in die Prutka zurück und wird während des Wahlkampfs zusammen mit drei anderen Kämpfern erhängt.
Südwestdeutschland
Dr. Steiner fasst in einer deutschen Universitätsstadt mühsam Fuß. Nachdem er die zwanzig Jahre junge Tochter des Archäologen Schlüter geheiratet hat, geht es schneller aufwärts. Zwar will der Herr Doktor gerne zurück an die Kampffront, zwar schreibt er in dem Sinne einen Brief an Dr. Bató, aber er findet aus seinem selbst gewählten Refugium nicht heraus. Bató reagiert. Er sucht Steiner auf. Es kommt zu einer letzten Begegnung in der Bahnhofswirtschaft jener Universitätsstadt. Das Treffen ändert nichts. Steiner bleibt zu Hause bei seiner schönen Frau.
London, Berlin und Schanghai
Der junge Student Liau Han-tschi, Sohn eines Gutsbesitzers bei Tangsi, erhält in Limehouse Nachricht von zu Hause. Die Kommunisten sind in die Kuomintang eingetreten. In Berlin in der Müllerstraße erlernt der junge Liau in einem mit Liebknecht und Rosa bebilderten Zimmer „deutsche Parteiarbeit, wie man Menschen zusammenhält“. Die Nachrichten aus der Heimat reißen nicht ab. In Kanton wird ein gewisser Tschiangkaischek Leiter der Whampoa-Militärschule. In Rotterdam will sich der Student Liau Han-tschi mit Seeleuten aus der Heimat treffen.
Der Vater ist wieder Gutsbesitzer geworden und schickt dem Sohn Geld für die Heimreise. Liau will zwar damit nach China, aber nicht zum Vater, sondern dorthin, wohin er geschickt werden wird. Nach den neuesten Meldungen aus der Heimat sorgt Tschiangkaischek für bürgerliche Ordnung. Er hat in Schanghai zweihundert Arbeiter erschießen lassen.
Der ältere Bruder des Studenten, ein gewisser Liau Yen-kai, wohnt mit seiner Frau in Moskau. Um in die Illegalität gehen zu können, übergibt das Paar am 3. November 1927 sein Kind dem Sowjetstaat in ein Kinderheim zur Erziehung.
Auf der Heimfahrt nach Kanton fällt Liau Han-tschi einem Verräter in die Hände und wird bei der Ankunft verhaftet.
Viel später treffen sich die Wege der Brüder in Schanghai. Der ältere muss miterleben, wie der jüngere auf der Rednertribüne erschossen wird, noch bevor er das Wort ergreifen kann.

## Zitat
- „Zäh sind diese Politischen [Häftlinge], die geben nicht bei, die kauen Eisen.“[33]

## Interpretation
Die oben genannte Collagetechnik frei nach Dos Passos ist an manchen Stellen nicht ganz geglückt. Zwischen den einzelnen Szenen in der chinesischen Episode klaffen zu weite Lücken. Das eiskalte Abwenden der Kämpfer von der Familie mag zwar möglich sein, erscheint jedoch in der dargestellten Phalanx als nicht ganz glaubwürdig. Die Sprache ist streng, kraftvoll und obendrein vereinzelt mit archaischen Symbolen beladen: Der gehenkte Dudoff steigt vom Galgen herab, geht Plakate klebend um und „schlupft in die Schlinge“ zurück. Janek, in das Gefängnis St. Michael überführt, hat noch sechs Jahre abzusitzen und segnet einen jungen Kämpfer ein.

## Rezeption
- Kracauer trifft in der „Frankfurter Zeitung“ vom 13. November 1932 im Literaturblatt Nr. 46[37] mit dem Charakteristikum „Märtyrerchronik“ den Nagel auf den Kopf.
- Bredel begrüßt in der „Hamburger Volkszeitung“ vom 4. Dezember 1932 den Roman, obwohl er ratlos vor dem „beinahe bunten Durcheinander“ des neumodischen simultanen[38] Erzählens steht.[39]
- Dr. Batós und Dr. Steiners Problematik wurzele in ihrer Herkunft. Neugebauer hält insbesondere die Darstellung Steiners für ziemlich geschlossen.[40]
- Die ungarischen und bulgarischen Episoden hält Batt für besonders gelungen[41], weil unter anderem nüchterne Darstellung dominiere. Zudem werde in den ungarischen Episoden das Verhältnis der Intellektuellen zur Arbeiterschaft transparent gemacht.[42] Batt lobt die Erzählperspektive[43] der Autorin. Anna Seghers betrachte den revolutionären Kampf nicht von außen, sondern erzähle „ganz aus der Erlebnissituation ihrer Figuren heraus“[44]. In dem Zusammenhang würden großartige Erläuterungen vermieden. Allerdings seien die „Objekte“ unselbständig.[45] Nicht zufällig habe Anna Seghers China (Tschiangkaischek) und Ungarn (Horthy) ausgewählt. Der dortige übersichtliche Frontverlauf habe für sich gesprochen.[46]
- Brandes stellt den Text als so etwas wie ein Auftragswerk hin. Anna Seghers sei „den Anweisungen des BPRS“[47] gefolgt. Dieses Formexperiment, das neben Dos Passos auch noch Joyce und Döblin zum Vorbild habe, tituliert Brandes mit „Kollektivroman“.[48]
- Im Roman sei das Thema Aufstand – erfolgreich begonnen in den „Aufstand der Fischer von St. Barbara“ – fortgeschrieben und auf Internationalität ausgeweitet. Zudem sei die Auseinandersetzung mit dem Faschismus erkennbar.[49] Der Erzählentwurf „von Passion und Erlösung“[50] ruhe auf Dostojewski und Kierkegaard.
- Sigrid Bock: Historische Bilanz als Moment der Auseinandersetzung mit der faschistischen Gefahr. Anna Seghers´ Roman »Die Gefährten« Weimarer Beiträge 11 (1980) S. 5–34, zitiert bei Schrade, S. 162, 4. Eintrag.
- Unter der Überschrift „Agitationsliteratur“ nennt Kiesel die detailreiche Beschreibung des revolutionären Kampfes der „kommunistische[n] Funktionäre“ im Roman „einseitig und unvollständig“. Denn „die Gewalt, die... so ausgiebig geschildert wird, geht ausschließlich von den Gegnern der Revolution aus“.[51]

### Textausgaben
Erstausgabe
- Die Gefährten. Gustav Kiepenheuer, Berlin 1932, 1.–8. Tausend. 319 Seiten

Verwendete Ausgabe
- Die Gefährten. S. 91–308 in: Anna Seghers: Aufstand der Fischer von St. Barbara. Die Gefährten. Band I der Gesammelten Werke in Einzelausgaben. 308 Seiten. Aufbau-Verlag GmbH, Berlin 1951

### Sekundärliteratur
- Heinz Neugebauer: Anna Seghers. Leben und Werk. Mit Abbildungen (Wissenschaftliche Mitarbeit: Irmgard Neugebauer, Redaktionsschluss 20. September 1977). 238 Seiten. Reihe „Schriftsteller der Gegenwart“ (Hrsg. Kurt Böttcher). Volk und Wissen, Berlin 1980, ohne ISBN
- Kurt Batt: Anna Seghers. Versuch über Entwicklung und Werke. Mit Abbildungen. 283 Seiten. Reclam, Leipzig 1973 (2. Aufl. 1980). Lizenzgeber: Röderberg, Frankfurt am Main (Röderberg-Taschenbuch Bd. 15), ISBN 3-87682-470-2
- Ute Brandes: Anna Seghers. Colloquium Verlag, Berlin 1992. Bd. 117 der Reihe „Köpfe des 20. Jahrhunderts“, ISBN 3-7678-0803-X
- Andreas Schrade: Anna Seghers. Metzler, Stuttgart 1993 (Sammlung Metzler Bd. 275 (Autoren und Autorinnen)), ISBN 3-476-10275-0
- Sonja Hilzinger: Anna Seghers. Mit 12 Abbildungen. Reihe Literaturstudium. Reclam, Stuttgart 2000, RUB 17623, ISBN 3-15-017623-9
- Helmuth Kiesel: Geschichte der deutschsprachigen Literatur 1918 bis 1933. C.H. Beck, München 2017, ISBN 978-3-406-70799-5.